# Prix des bouquinistes
Il Prix des bouquinistes è stato premio letterario creato nel 1953, su iniziativa del bouquiniste parigino Ferdinand Teulé.
La sua ultima assegnazione è avvenuta nel 2006.

## Storia
Il primo premio venne assegnato il 30 aprile 1953. Nel 1954, Michel Ragon, allora bouquiniste, divenne segretario del sindacato dei bouquinistes e del premio.
Nel 1956 fu André Malraux a presiedere la giuria e a consegnare il premio a René-Louis Doyon. Il premio fu sospeso dopo l'edizione del 1963 e fu ripristinato nel 1994.
Nel 1995 Il nome completo dato al premio divenne Prix des bouquinistes des quais de Seine.
Il premio non viene più assegnato dal 2006.

## Albo d'oro

### Primo periodo (1953-1963)
- 1953: Pierre Hubac, per Tistou les Mains Vides
- 1954: Henry Poulaille, per Le Pain Quotidien
- 1955: Georges Darien, postumo, per tutta la sua opera
- 1956: René-Louis Doyon, per Mémoire d'Homme
- 1958: Han Ryne , postumo, per tutta la sua opera
- 1961: Claude Seignolle, per tutta la sua opera
- 1963: Jean Ray, per tutto il suo lavoro

### Secondo periodo (1994-2006)
- 1994: Robert Giraud, per Fauna et Flore argothique
- 1995: Sylvie Caster, per Bel-Air
- 1995: Jacques Perry, per Le Cœur de l'escargot
- 1996: Claude Tillier, postumo per Pamphlets, ristampato da Jacques Pauvert
- 1996: Michel Ragon, per La mémoire des vaincus
- 1997: Vincent Ravalec, per L'Auteur
- 1998: William Kotzwinkle, per Le Nageur dans la mer secrète
- 2001: Alain Paucard, per Paris: ses rues, ses chansons, ses poèmes
- 2002: Michel Dansel, per Les cimetières de Paris
- 2004: Claude Gagniere, postumo, per tutta la sua opera
- 2005: Éléna Arseneva, per L’Énigme du manuscrit
- 2006: Alain Sasson, per Les Dimanches de verre[6]